# Wiera Akimowa
Wiera Nikołajewna Akimowa, później Tińkowa i Jeriemiejewa (ros. Вера Николаевна Акимова, później Тинькова, Еремеева, ur. 5 czerwca 1959 w Taszkencie, zm. w 2009) – radziecka lekkoatletka, płotkarka, medalistka halowych mistrzostw Europy.

## Kariera sportowa
Zdobyła srebrny medal w biegu na 60 metrów przez płotki na halowych mistrzostwach Europy w 1984 w Göteborgu, przegrywając jedynie z Lucyną Kałek z Polski, a wyprzedzając Jordankę Donkową z Bułgarii. Nie wzięła udziału w igrzyskach olimpijskich w 1984 w Los Angeles z powodu ich bojkotu przez Związek Radziecki. Wystąpiła w zawodach Przyjaźń-84, zorganizowanych w Pradze dla lekkoatletów z państw bojkotujących igrzyska olimpijskie. Zajęła 4. miejsce w biegu na 100 metrów przez płotki.
Na światowych igrzyskach halowych w 1985 w Paryżu zajęła 6. miejsce w biegu na 60 metrów przez płotki, a w finale A pucharu Europy w 1985 w Moskwie 3. miejsce w biegu na 100 metrów przez płotki. Odpadła w półfinale biegu na 60 metrów przez płotki na halowych mistrzostwach Europy w 1986 w Madrycie i w półfinale biegu na 100 metrów przez płotki na mistrzostwach Europy w 1986 w Stuttgarcie.
Była mistrzynią ZSRR w biegu na 100 metrów przez płotki w 1985 i 1986. W hali była mistrzynią ZSRR w biegu na 60 metrów przez płotki w 1984 i 1986 oraz brązową medalistką na tym dystansie w 1981.
Rekordy życiowe Akimowej:
- bieg na 100 metrów przez płotki – 12,50 s (19 maja 1984, Soczi)
- bieg na 60 metrów przez płotki (hala) – 7,93 s (17 lutego 1984, Moskwa)